# Itanhangá
Itanhangá es un nuevo municipio del estado de Mato Grosso, fundado el 1 de enero de 2005, al escindirse del área del municipio de Tapurah.